# Combattant malais
Pour les articles homonymes, voir Combattant (homonymie) et malais.
Le combattant malais est une race de poule domestique.

## Description

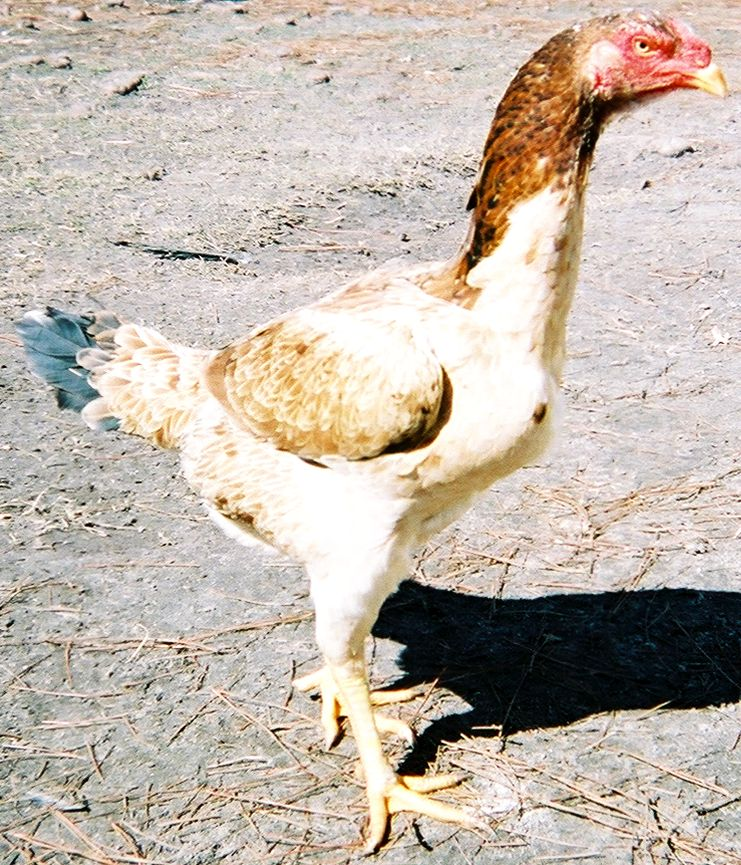
Poule de variété froment doré

Le Combattant malais est une grande volaille (70-80 cm) de combat très musclée et à fière allure. 
Sa tête de rapace est renfrognée. Le plumage est court et bien ajusté. Ce poulet de combat est d'un caractère audacieux, combatif et déterminé.

## Origine
Cette race a été sélectionnée au Royaume-Uni à partir de coqs de combat originaires de Malaisie, et d'Asie du sud.

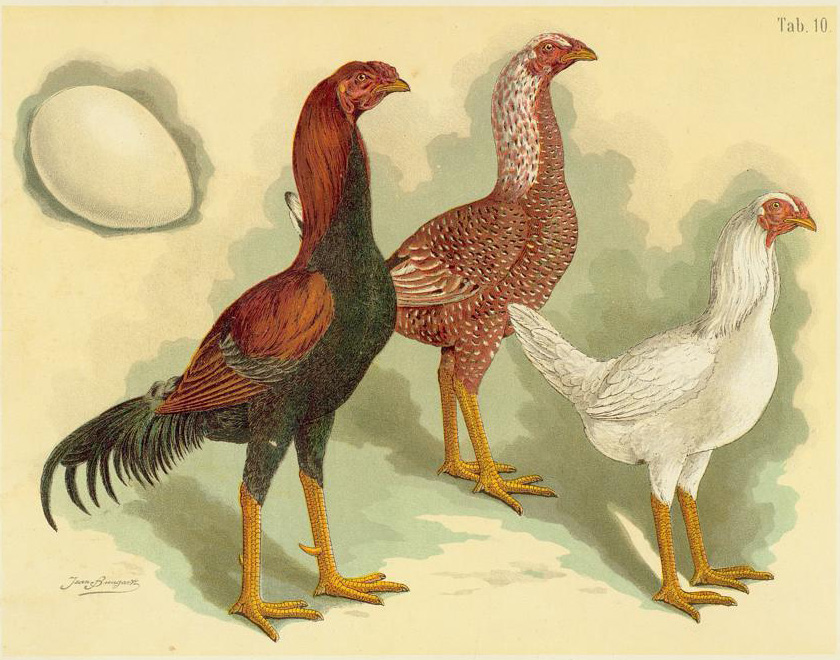